# Линия A (Рим)
Линия А (итал. Linea A) — одна из линий Римского метрополитена. Пересадка на Линию Би на станции Термини. Пересекает город с северо-запада на юго-восток и включает в себя 27 станций. Конечные — «Баттистини» и «Ананьина». Линия обозначается оранжевым цветом.

## История
Проектирование было начато в 1959 году, линия планировалась перпендикулярной к уже существовавшей линии Би. Работы над линией продолжились в 1964 году в районе Тусколана, но слабая организация работ вызвала ряд задержек. Первоначально предложенный метод строительства создал проблемы для движения наземного транспорта на юго-востоке города. Работа возобновилась снова через пять лет уже с использованием туннелей, которые позволили решить транспортные проблемы, но вызвали волну протестов, связанных с колебаниями, вызванными работой бурильных машин. Работа также часто прерывалась в связи с археологическими раскопками, особенно в районе площади Республики. В строй линия вступила в феврале 1980 года. В конце 1990-х она была продлена до станции «Баттистини».

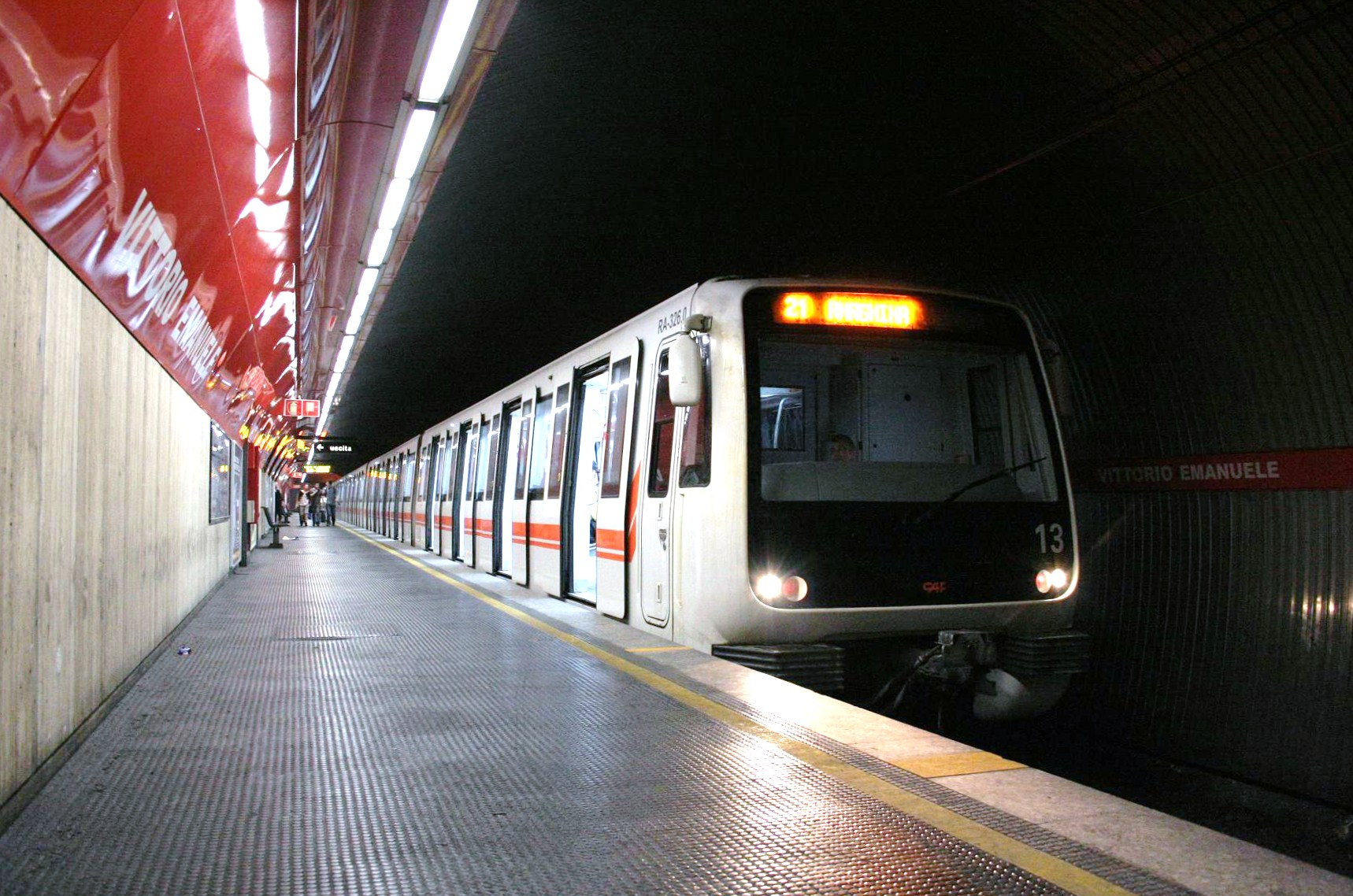
Поезд прибывает на станцию Витторио-Эмануэле

Даты завершения строительства участков:
- 19 февраля 1980: Оттавиано — Чинечитта
- 11 июня 1980: Чинечитта — Ананьина
- 29 мая 1999: Оттавиано — Валле-Аурелиа
- 1 января 2000: Валле-Аурелиа — Баттистини

## Пересадки
| № | Пересадка на линию | Со станции | На станцию |
| - | ------------------ | ---------- | ---------- |
| 1 | Линия A            | Термини    | Термини    |